# فرودگاه فرانسیسکو بی. ریز
فرودگاه فرانسیسکو بی. ریز (به انگلیسی: Francisco B. Reyes Airport) (به زبان بومی: Paliparang Francisco B. Reyes) یک فرودگاه همگانی مسافربری با کد یاتا USU است که یک باند فرود بتن دارد و طول باند آن ۱۲۰۰ متر است. این فرودگاه در شهر پالاوان کشور فیلیپین قرار دارد و در ارتفاع ۴۵ متری از سطح دریا واقع شده است.

## شرکت‌های هواپیمایی و مقصدهای پروازی
| شرکت‌های هواپیمایی                      | مقصدهای پروازی                                 |
| -------------------------------------- | ---------------------------------------------- |
| Air Juan                               | گدفریدو پی راموس، پورتو پرینسسا، نینوی آکوئینو |
| سبو پسیفیک اجرا توسط Cebgo             | مکتان-کبو، کلارک، نینوی آکوئینو                |
| فیلیپین ایرلاینز اجرا توسط PAL Express | مکتان-کبو، کلارک، نینوی آکوئینو                |
| اسکای‌جت                                | نینوی آکوئینو                                  |